# Enfant tenant une couronne
Enfant tenant une couronne est un dessin au pinceau, encre brune et gouache blanche sur papier bleu italien (carta azzurra), lavis de bistre, daté de 1506, de l'artiste de la Renaissance allemande Albrecht Dürer (1471-1528).

## Histoire
Lorsque Dürer exécute l'œuvre que prépare ce dessin, le retable de La Vierge de la fête du rosaire (1506), conservé à la galerie nationale de Prague, il souhaite obtenir la reconnaissance de ses pairs moins comme graveur que comme peintre, selon son propre aveu à son ami Willibald Pirckheimer dans une lettre datée du 8 septembre 1506.

## Description et technique
Sur un papier bleu italien aujourd'hui partiellement bruni, le dessin de l'Enfant Jésus appuyé sur un coussin et tenant une couronne est exécuté dans la technique très picturale du clair-obscur observée par Dürer lors de son séjour vénitien. Les lignes du contour sont tracés au pinceau et à l'encre brune. Certaines zones d'ombre, particulièrement dans le drapé derrière l'Enfant, sont traitées au lavis, avec la même encre. Le modelé est peint à l'aide d'un pinceau très fin, trempé alternativement dans cette même encre brune diluée pour les zones d'ombre ou dans la gouache blanche pour les zones de lumière. Il est constitué d'un réseau de très fines hachures courbes, tantôt parallèles, tantôt croisées, qui ne sont pas sans évoquer la technique du burin.

## Utilisation dansLa Vierge de la fête du rosaire

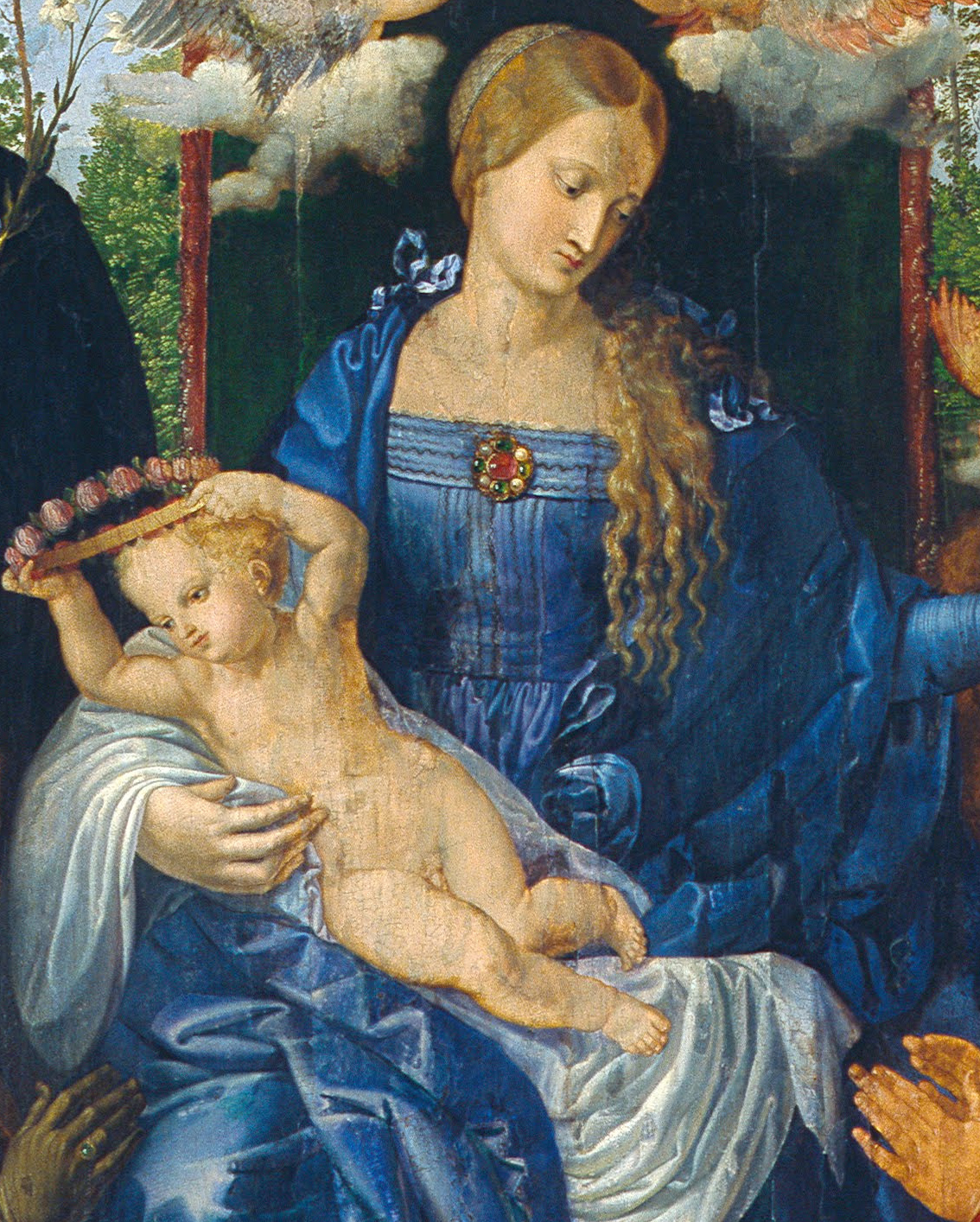
La Vierge de la fête du rosaire, détail.

Il existe de nombreuses différences entre le dessin préparatoire dans la position du corps de l'Enfant Jésus, les deux œuvres représentant des mouvements très dissemblables, et par conséquent, des moments distincts. Tandis que dans le dessin préparatoire, l'Enfant soulève la couronne d'un air songeur qui s'orienterait dans l'espace de la composition finale, vers saint Dominique couronnant un patriarche dominicain, sur le tableau, il s'apprête à couronner l'homme d'Église qu'il regarde en contrebas, identifié comme le pape Jules II. La position des jambes qui diverge également dans le dessin et la peinture, confirme cette différence dans le choix de l'action représentée. Sur le dessin préparatoire, les jambes sont au repos, ouvertes et détendues, tandis que sur la peinture, au contraire, la hanche gauche est tournée vers l'intérieur et le pied prend appui sur les genoux de la vierge, l'Enfant amorçant son mouvement de bascule vers le pape.

## Utilisation dans laVierge à l'Enfant avec une poire
Dürer s'inspire encore de ce dessin en 1512, pour la Vierge à l'Enfant avec une poire (musée d'Histoire de l'art de Vienne), reprenant très fidèlement la position des jambes de l'Enfant, à laquelle il a dû renoncer dans la commande vénitienne de 1506.